# Lansettvinge
Lansettvinge (Simyra albovenosa) är en fjärilsart som beskrevs av Johann August Ephraim Goeze 1781. Lansettvinge ingår i släktet Simyra och familjen nattflyn. Arten är reproducerande i Sverige. Inga underarter finns listade i Catalogue of Life.